# Vintondale
Vintondale es un borough ubicado en el condado de Cambria en el estado estadounidense de Pensilvania. En el año 2000 tenía una población de 528 habitantes y una densidad poblacional de 441 personas por km².

## Geografía
Vintondale se encuentra ubicado en las coordenadas 40°28′42″N 78°54′51″O / 40.47833, -78.91417.

## Demografía
Según la Oficina del Censo en 2000 los ingresos medios por hogar en la localidad eran de $22,386 y los ingresos medios por familia eran $34,688. Los hombres tenían unos ingresos medios de $25,000 frente a los $11,908 para las mujeres. La renta per cápita para la localidad era de $11,689. Alrededor del 8.6% de la población estaba por debajo del umbral de pobreza.